# Fictiebepaling
Een fictiebepaling is een artikel in een wet waardoor die wet ruimer toegepast kan worden. Een fictie in juridische zin is een verondersteld maar onbewezen feit. Fictiebepaling is juridisch jargon en geen wettelijke term. 
Een fictiebepaling in het Nederlands recht is vaak te herkennen aan de woorden "wordt geacht". Fictiebepalingen worden vooral gebruikt in belastingwetgeving om naar aanleiding van een bepaald feit of rechtshandeling de fiscus in staat te stellen (alsnog) belasting te heffen.
Een voorbeeld van een fictiebepaling is artikel 12 van de Successiewet 1956.
Dit artikel bepaalt dat alles wat iemand 180 dagen voor zijn overlijden aan iemand geschonken heeft, als een verkrijging krachtens erfrecht wordt aangemerkt. Dat betekent dat de waarde van het geschonkene bij de nalatenschap moet worden opgeteld en over het totaal is erfbelasting verschuldigd. Deze bepaling voorkomt dus dat iemand die zijn overlijden voelt naderen snel alles wegschenkt om zo erfbelasting te voorkomen.